# Gianni Celati
Gianni Celati (Sondrio; 10 de enero de 1937-Brighton; 2 de enero de 2022) fue un escritor, traductor, crítico literario y artista plástico italiano.

## Biografía
Nació en Sondrio, donde estaba su familia debido al trabajo de su padre, oficial de banco que se movió a menudo de ciudad debido a desavenencias con sus superiores. Su padre, Antonio, era nativo de Bondeno, cerca de Ferrara, mientras que la madre, Exenia Dolores Martelli, nació en Sandolo, cerca del delta del Po. Gianni Celati pasa su niñez y adolescencia en la provincia de Ferrara. Terminó la escuela secundaria y durante un campamento de verano en Marina di Ravenna, conoce a una muchacha alemana a la que quiere a toda costa volver a ver, por lo que sus amigos hacen una colecta para enviarlo a Hamburgo, donde permaneció nueve meses, gracias al dinero que le envía su hermano Gabriel (1928-2003), que es abogado.
Posteriormente se graduó en literatura inglesa en laUniversidad de Bolonia con una tesis sobre James Joyce. Escribe artículos para la revistas Marcatré, Lingua e stile, Il Verri, Il Caffè, Quindici, Sigma , etc., así como comienza a publicar sus primeras traducciones, incluyendo Inutilidad de William Gerhardie y Entrevistas con el profesor Y de Louis-Ferdinand Céline. En 1971 publicó su primera novela, Comiche, en la editorial Einaudi (en la serie experimental de investigación literaria, con una nota de Italo Calvino), mientras colabora en "Período Ipotetico" y varias otras revistas. 
Estos son también los años en que se dedicó a la traducción de clásicos ingleses como Cuento de una barrica de Jonathan Swift, o Bartleby el escribiente de Herman Melville y al diseño de una revista con Italo Calvino, Carlo Ginzburg, Enzo Melandri y Guido Neri.
Siempre editado por Einaudi publica las siguientes obras Las aventuras de Guizzardi (1972), La banda dei sospiri (1976), y Lunario del paradiso (1978), que se caracterizan por un estilo insistente en la desviación de las normas establecidas, y por el esfuerzo de la lengua para representar una realidad más auténtica, fuera del canon burgués. Las tres novelas serán agrupadas (con pequeñas correcciones, sobre todo en la tercera) en 1989 (Editorial Feltrinelli) en los Parlamenti, buffi, con una Despedida del autor a su libro. Durante un periodo de enseñanza en la Universidad de Cornell en Ithaca (Nueva York) escribe ensayos (más tarde recogidos en Ficciones occidentales y cuentos dispersos (entre los que destacan los volúmenes El clavo en la cabeza de 1974 y La bottega dei mimi de 1977).
De vuelta en Italia asumió la cátedra de literatura anglo-americana de la Universidad de Bolonia (entre sus alumnos estánPier Vittorio Tondelli, Claudio Piersanti, Enrico Palandri, Giacomo Campiotti, Gian Ruggero Manzoni, Andrea Pazienza, Freak Antoni, etc), y también se ocupa de tareas críticas y, como estudioso de la literatura europea, haciendo traducciones de James Joyce, de Mark Twain, de Joseph Conrad, de Roland Barthes y de Céline (Guignol's band y El puente de Londres), así como de la redacción de artículos para las revistas "Alfabeta", "Nuevos temas", "Nueva Corriente", "El manifiesto", etc.
Volvió a la narrativa en 1985 con los treinta cuentos de Narradores de las llanuras que significa también el paso a la casa editorial Feltrinelli, y que muestran un fuerte cambio de estilo: los picos de experimentación y comicidad de los años 1970 pasan a una lengua intencionalmente sencilla que logra dibujar las cosas con menor número de palabras y en manera más clara, casi como fotografías (empieza en este periodo su amistad con Luigi Ghirri, Gabriele Basilico y otros fotógrafos), mientras desarrolla una forma de cuento ligada al «sentido literal» y a la novela tradicional italiana, pero siempre con un trasfondo inquietante que recuerda mucho al gran Dino Buzzati.
A continuación vienen las Cuatro narraciones sobre las apariencias (1987), donde la precisión estilística se acompaña de una temática sobre la confianza y el desencanto de la sociedad contemporánea. Después publica Verso la foce (1987), un itinerario hacia la desembocadura del Po (territorio de la infancia y de la adolescencia del escritor). Entre las traducciones: Stendhal, Jack London, Johann Peter Hebel, Georges Perec, Henri Michaux, Friedrich Hölderlin, nuevamente Jonathan Swift, etc.  Con Ermanno Cavazzoni, Ugo Cornia, Daniele Benati y otros ha dirigido también, del 1995 al 1997, los 6 números de la revista «Il semplice» (con la participación de la Fundación San Carlos de Modena y de la casa editora Feltrinelli).
También enseñó en la Universidad de Caen y en la Universidad de Brown de Providence, y actualmente reside en Brighton, Inglaterra. Entre sus últimos trabajos se incluye la transcripción en prosa del poema de Matteo Maria Boiardo, Orlando innamorato raccontato in prosa (Einaudi, 1994), la transfiguración autobiográfica Recitado del actor Attilio Vecchiatto en el teatro de Rio Saliceto (1996, que fue seguida por los Sonetos de Badalucco, en la actual Italia, 2010), el relato de un viaje, en Aventuras en África (1998), y 9 nuevos relatos, recogidos en el Cine natural (2001), donde las meditaciones sobre el presente van alternando con los recuerdos.
En 2003 fue el protagonista de la película documental Mondonuovo del director Davide Ferrario, a través de los lugares de la infancia del escritor, en un camino que corre a lo largo del río Po, en la provincia de Reggio Emilia hasta la desembocadura.
En colaboración estable con la casa de producción cinematográfica boloñesa, Pierrot y la Rosa realizó en calidad de cineasta los documentales Calle provincial de las almas (1991, 58 minutos), El mundo de Luigi Ghirri (1991, 52 minutos), Casas desaparecidas. Visiones de casas que se desmoronan (2003, 61 minutos), publicados como DVD por Fandango Libri en el 2011, y Diol Kadd.Vida, diarios y recuerdos de una travesía en Senegal (2010, 90 minutos), publicado como DVD junto con los diarios de la travesía por Feltrinelli en 2011.
Después de la salida de su Fata Morgana (2005), descripciones etnográficas de un pueblo imaginario, se le dedicó el N.º 28 de la revista «Riga», a cargo de Marco Belpoliti y Marco Sironi, que contiene también textos inéditos.
Con Vite de pascolanti (Editorial Nottetempo) ha ganado el Premio Viareggio en el 2006. Los relatos de este volumen han estado sucesivamente insertados en las colecciones más amplias recogidas en Costumbres de los italianos 1: Un héroe moderno y Costumbres de los italianos 2: El bienestar llega a casa Pucci, ambos publicados en el 2008 por la editora Quodlibet.
En el mismo año, seleccionó y presentó una antología de cuentos de Antonio Delfini editada por Einaudi (Autor desconocido presenta, 2008).
En marzo de 2013, Einaudi publica elUlises de James Joyce en una nueva versión traducida por Celati, que es el fruto del trabajo de más de 7 años.
En 2014 queda tercero en el Premio Chiara con la colección de cuentos Bosques de amor.
En 2016 aparece en la serie I Meridiani de Mondadori, una extensa colección de su narrativa con el título de Novelas, crónicas y cuentos, editada por Marco Belpoliti y Nunzia Palmieri.

## Obras
- Comiche, Torino: Einaudi, 1971; Macerata: Quodlibet 2012 (a cura di Nunzia Palmieri)
- Le avventure di Guizzardi, Torino: Einaudi 1972; Milano: Feltrinelli 1989 e 1994
- La banda dei sospiri, Torino: Einaudi 1976; Milano: Feltrinelli 1989 e 1998; Macerata: Quodlibet 2015
- Finzioni occidentali. Fabulazione, comicità e scrittura, Torino: Einaudi 1975, 1986 e 2001
- Lunario del paradiso, Torino: Einaudi 1978; Milano: Feltrinelli 1989 e 1996
- Alice disambientata, Milano: L'erba voglio 1978; Firenze: Le lettere 2007
- Narratori delle pianure, Milano: Feltrinelli 1985 e 1988
- Quattro novelle sulle apparenze, Milano: Feltrinelli 1987 e 1996
- La farsa dei tre clandestini. Un adattamento dai Marx Brothers, Bologna: Baskerville, 1987
- Verso la foce, Milano: Feltrinelli 1988 e 1992
- Parlamenti buffi, Milano: Feltrinelli 1989
- L'Orlando innamorato raccontato in prosa, Torino: Einaudi 1994
- Recita dell'attore Attilio Vecchiatto nel teatro di Rio Saliceto, Milano: Feltrinelli 1996
- Avventure in Africa, Milano: Feltrinelli 1998 e 2000
- Cinema naturale, Milano: Feltrinelli 2001 e 2003
- Fata Morgana, Milano: Feltrinelli 2005
- Vite di pascolanti, Roma: Nottetempo 2006
  - (en español) Vidas erráticas, trad. de Francisco de Julio Carrobles, Cáceres-Madrid: Editorial Periférica 2009
- Costumi degli italiani 1: Un eroe moderno, Macerata: Quodlibet 2008
- Costumi degli italiani 2: Il benessere arriva in casa Pucci, Macerata: Quodlibet 2008
  - (en alemán) Was für ein Leben!: Episoden aus dem Alltag der Italiener, trad. di Marianne Schneider, Berlín: Wagenbach 2008
- Ma come dicono di vivere così, Viadana: FUOCOfuochino 2009
- Sonetti del Badalucco nell'Italia odierna, Milano: Feltrinelli 2010
- Cinema all'aperto, Roma: Fandango Libri, 2011 (con i DVD di Strada provinciale delle anime, Il mondo di Luigi Ghirri e Case sparse)[21]
- Conversazioni del vento volatore, Macerata: Quodlibet 2011[22]
- Passar la vita a Diol Kadd. Diari 2003-2006, Milano: Feltrinelli 2011 (con il DVD del film Diol Kadd); 2012 (nuova ed. rivista dall'autore, senza DVD)[23]
- Selve d'amore, Macerata: Quodlibet 2013
- Romanzi, cronache e racconti, a cura di Marco Belpoliti e Nunzia Palmieri, Milano: I Meridiani Mondadori, 2016

## Documentales
- Strada provinciale delle anime (1991)
- Il mondo di Luigi Ghirri (1999)
- Visioni di case che crollano (Case sparse) (2002)
- Diol Kadd. Vita, diari e riprese di un viaggio in Senegal (2010)